# Rustamhodza Rahimov
Rustamhodza Rahimov, född 16 februari 1975 i Dusjanbe, Tadzjikistan, är en tysk boxare som tog OS-brons i flugviktsboxning 2004 i Aten. 2005 tävlade han i bantamvikten i VM och erhöll där silvermedaljen. 2008 var han med i olympiska spelens boxningstävlingar igen.

## Meriter

### Olympiska meriter

#### Olympiska sommarspelen 2008
- Huvudartikel: Boxning vid olympiska sommarspelen 2008

| Tävlande            | Viktklass  | Sextondelsfinal       | Åttondelsfinal       | Kvartsfinal          | Semifinal            | Final                |
| Tävlande            | Viktklass  | Motståndare Resultat  | Motståndare Resultat | Motståndare Resultat | Motståndare Resultat | Motståndare Resultat |
| ------------------- | ---------- | --------------------- | -------------------- | -------------------- | -------------------- | -------------------- |
| Rustamhodza Rahimov | Bantamvikt | Tojibaev (UZB) L 2-11 | Gick inte vidare     | Gick inte vidare     | Gick inte vidare     | Gick inte vidare     |